# Joachim Christian Friedrich Baeder
Joachim Christian Friedrich Baeder, auch Friedrich Christian Baeder (* 21. April 1806 in Rostock; † 12. Mai 1868 ebenda), war ein deutscher Rechtsanwalt, Notar, Parlamentsabgeordneter und Verfasser von Mecklenburgica.

## Leben
Joachim Christian Friedrich Baeder war ein Sohn des Schneidermeisters Friedrich Lorenz Baeder (1778–1849) und dessen Frau Anna Sophia Maria, geb. Schacht (1779–1853). Er absolvierte ab 1826 ein Jura-Studium an der Universität Rostock. Ab 1830 wurde er in den Mecklenburgischen Staatskalendern in der Justiz-Kanzlei und im Notariat zu Rostock als Advokat geführt, ab 1832 mit dem Titel Doktor. Ab 1832 war Baeder verheiratet mit Wilhelmine Louise Detharding (* 14. Oktober 1803; † 29. Juli 1861), Tochter des Hauptpastors der Rostocker Jakobikirche Georg Detharding (der Jüngere). Der Ehe entstammten fünf Kinder.
Bei der Wahl zur Mecklenburgischen Abgeordnetenversammlung im Oktober 1848 wurde „Advokat Dr. Baeder in Gehlsdorf bei Rostock“ im Wahlkreis Mecklenburg-Schwerin 61: Bentwisch zum Abgeordneten gewählt.
Im Sommer 1846 kam Baeder in den Besitz von Teilen des schriftlichen Nachlasses seines Schwiegervaters. Darauf aufbauend begann er, die „Familien-Nachrichten“ zu erstellen. In den zwei 1866 bzw. 1868 veröffentlichten Bänden ist das Werden und Wirken der Familie Detharding vom 16. bis ins 19. Jahrhundert dargestellt. Zudem sind die Familien des Vaters und der Mutter und weitere aus dem Umfeld der Dethardings beschrieben, etwa Bacmeister und Sibrand. 1863 heiratete Baeder in seiner zweiten Ehe Wilhelmine Beutell (1819–1873), Tochter eines Parchimer Pastors.

## Werke (Auswahl)
- Stammtafel für die Nachkommen des Doct. jur. Joach. Chr. Fr. Baeder... nach geschichtl. Quellen entworfen. Rostock 1860.
- Familien-Nachrichten [Detharding – Familie – 16./19. Jh.] gesammelt von Joachim Christian Friedrich Baeder, Doctor der Rechte und Canzlei-Advocat. Theil 1. Selbstverlag, Rostock 1866 (rosdok).
- Familien-Nachrichten [Detharding – Familie – 16./19. Jh.] gesammelt von Joachim Christian Friedrich Baeder, Doctor der Rechte und Canzlei-Advocat. Theil 2. Selbstverlag, Rostock 1868 (rosdok).